# Rudnik pri Moravčah
Rudnik pri Moravčah je naselje v Občini Moravče.